# Gmina Zaleszany
Zaleszany ist ein Dorf sowie Sitz der gleichnamigen Landgemeinde im Powiat Stalowowolski der Woiwodschaft Karpatenvorland in Polen.

## Gemeinde
Zur Landgemeinde (gmina wiejska) Zaleszany gehören folgende 13 Ortschaften mit einem Schulzenamt:
Agatówka
Dzierdziówka
Kępie Zaleszańskie
Kotowa Wola
Majdan Zbydniowski
Motycze Szlacheckie
Obojna
Pilchów
Skowierzyn
Turbia
Wólka Turebska
Zaleszany
Zbydniów
Weitere Ortschaften der Gemeinde sind Kąt, Ostrówek Duży, Ostrówek Mały, Ruska Wieś und Zajeziorze.